# والاپاتانام
والاپاتانام (به انگلیسی: Valapattanam) یک منطقهٔ مسکونی در هند است که در بخش کنور واقع شده‌است. والاپاتانام ۲٫۰۴ کیلومتر مربع مساحت و ۷٬۹۵۵ نفر جمعیت دارد و ۶ متر بالاتر از سطح دریا واقع شده‌است.